# Sarbanissa longipennis
Sarbanissa longipennis là một loài bướm đêm trong họ Noctuidae.